# فرناند لوبيز
فرناند لوبيز أوونيبي (بالإنجليزية: Fernand Lopez Owonyebe؛ مواليد 12 نوفمبر 1978) هو مُقاتل فنون قتالية مختلطة كاميروني فرنسي سابق.

## وصلات خارجية
- فرناند لوبيز على موقع شيردوغ (الإنجليزية)